# Tetê
Pour les articles homonymes, voir Tete.
Tetê, de son nom complet Mateus Cardoso Lemos Martins, né le 15 février 2000 à Alvorada (Brésil), est un footballeur brésilien qui évolue au poste d'attaquant au Panathinaïkós.

## Biographie

### En club
Tetê naît le 15 février 2000 à Alvorada, dans l'État du Rio Grande do Sul. Il est formé au Grêmio Porto Alegre de 2008 à 2019. 

#### Chakhtar Donetsk (depuis 2019)
Le 28 février 2019, alors âgé de 19 ans, Tetê s'engage avec le Chakhtar Donetsk contre la somme de 15 M€. Le 13 avril 2019, il joue son premier match avec le club ukrainien contre le Zorya Luhansk. Titulaire 90 minutes, il délivre une passe décisive pour une victoire 3-0. Lors de la saison 2018-2019, il remporte la Coupe d'Ukraine, inscrivant deux buts et délivrant une passe décisive en finale face au club d'Inhoulets Petrove. Il est également sacré champion la même année en finissant devant le Dynamo Kiev. Le 6 novembre 2019, Tetê joue son premier match de Ligue des champions. Lors de ce match, il est buteur face au Dinamo Zagreb (3-3). Lors de la saison 2019-2020, il est à nouveau sacré champion devant le Dynamo Kiev. 

##### Prêts à l'Olympique lyonnais (depuis 2022)
Le 31 mars 2022, il rejoint officiellement l’Olympique lyonnais en prêt jusqu'à la fin de la saison,. Le 3 avril 2022, il joue son premier match en remplaçant Tanguy Ndombele à 15 minutes de la fin d'une rencontre contre le Angers SCO. Deux minutes seulement après être entré en jeu, il marque le but de la victoire (3-2) pour l'OL.
Le 1er juillet 2022, l'Olympique lyonnais annonce officiellement que Tetê prolonge d'une saison son prêt avec le club,,.
Le 29 janvier 2023, Tetê a signé un prêt pour l'équipe de Premier League de Leicester City jusqu'en juin 2023.
Le 30 juin 2023, il retourne au Shaktar. Le 10 août 2023, Tetê s'engage avec le Galatasaray SK.

### En sélection
Avec les moins de 20 ans, il participe au championnat sud-américain des moins de 20 ans en 2019. Lors de cette compétition, il joue sept matchs. Avec les moins de 23 ans, il participe à deux rencontres amicales contre la Corée du Sud puis contre l'Égypte.

## Statistiques
| Saison                | Club                      | Championnat           | Championnat | Championnat | Championnat | Coupe(s) nationale(s) | Coupe(s) nationale(s) | Coupe(s) nationale(s) | Supercoupe | Supercoupe | Supercoupe | Compétition(s) continentale(s) | Compétition(s) continentale(s) | Compétition(s) continentale(s) | Compétition(s) continentale(s) | Total | Total | Total |
| Saison                | Club                      | Division              | M.          | B.          | P.d.        | M.                    | B.                    | P.d.                  | M.         | B.         | P.d.       | Comp.                          | M.                             | B.                             | P.d.                           | M.    | B.    | P.d.  |
| 2018-2019             | Chakhtar Donetsk          | Premier-Liha          | 8           | 2           | 2           | 2                     | 2                     | 1                     | -          | -          | -          | -                              | -                              | -                              | -                              | 10    | 4     | 3     |
| 2019-2020             | Chakhtar Donetsk          | Premier-Liha          | 26          | 8           | 4           | 1                     | 0                     | 0                     | 1          | 0          | 0          | C1+C3                          | 3+4                            | 1+0                            | 0+1                            | 35    | 9     | 5     |
| 2020-2021             | Chakhtar Donetsk          | Premier-Liha          | 24          | 6           | 3           | 2                     | 0                     | 0                     | 1          | 0          | 1          | C1+C3                          | 6+4                            | 1+1                            | 1+0                            | 37    | 8     | 5     |
| 2021-2022             | Chakhtar Donetsk          | Premier-Liha          | 17          | 9           | 1           | 1                     | 0                     | 0                     | 1          | 0          | 0          | C1                             | 10                             | 1                              | 1                              | 29    | 10    | 2     |
| Sous-total            | Sous-total                | Sous-total            | 75          | 25          | 9           | 6                     | 2                     | 1                     | 3          | 0          | 1          | -                              | 27                             | 4                              | 3                              | 111   | 31    | 14    |
| 2021-2022             | Olympique lyonnais (prêt) | Ligue 1               | 9           | 2           | 5           | -                     | -                     | -                     | -          | -          | -          | C3                             | 2                              | 0                              | 0                              | 11    | 2     | 5     |
| 2022-2023             | Olympique lyonnais (prêt) | Ligue 1               | 17          | 6           | 2           | 2                     | 0                     | 2                     | -          | -          | -          | -                              | -                              | -                              | -                              | 19    | 6     | 4     |
| Sous-total            | Sous-total                | Sous-total            | 26          | 8           | 7           | 2                     | 0                     | 2                     | 0          | 0          | 0          | -                              | 2                              | 0                              | 0                              | 30    | 8     | 9     |
| 2022-2023             | Leicester City (prêt)     | Premier League        | 13          | 1           | 0           | 1                     | 0                     | 0                     | -          | -          | -          | -                              | -                              | -                              | -                              | 14    | 1     | 0     |
| 2023-2024             | Galatasaray SK            | Süper Lig             | 22          | 0           | 2           | 2                     | 2                     | 1                     | -          | -          | -          | C1+C3                          | 7+1                            | 1+0                            | 1+0                            | 32    | 3     | 4     |
| Sous-total            | Sous-total                | Sous-total            | 22          | 0           | 2           | 2                     | 2                     | 1                     | 0          | 0          | 0          | -                              | 8                              | 0                              | 1                              | 32    | 2     | 4     |
| Total sur la carrière | Total sur la carrière     | Total sur la carrière | 135         | 32          | 17          | 11                    | 4                     | 4                     | 3          | 0          | 1          | -                              | 36                             | 4                              | 4                              | 185   | 40    | 26    |

## Palmarès
Chakhtar Donetsk
- Championnat d'Ukraine
  - Champion : 2019 et 2020.
- Coupe d'Ukraine
  - Vainqueur : 2019.
- Supercoupe d'Ukraine
  - Finaliste : 2019.